# Philippa Langley
Pour les articles homonymes, voir Langley.
Philippa Jayne Langley, née le 29 juin 1962 au Kenya, est une historienne et écrivain britannique, surtout connue pour sa contribution à l'exhumation de Richard III en 2012.

## Biographie
Philippa Langley naît au Kenya et, à l'âge de deux ans, ses parents déménagent à Darlington en Angleterre. Elle fréquente la Hummersknott School et se lance dans une carrière dans la publicité et le marketing, pour finalement s'installer à Édimbourg.
Philippa Langley est présidente de la branche écossaise de la Richard III Society. Selon Langley, « la première fois que je me suis rendue dans ce parking, le sentiment le plus étrange m'a submergé. J'ai pensé : Je me tiens sur la tombe de Richard ». Elle a procédé à la collecte de fonds, à l'organisation et à la direction des fouilles du site, menant à la découverte des restes de Richard III. Elle a ensuite contribué à un documentaire sur le projet, intitulé Richard III: The King in the Car Park basé sur son Looking For Richard Project.
Elle est co-auteur, avec Michael K. Jones, de The King's Grave : The Search for Richard III (titre américain : The King's Grave : The Discovery of Richard III's Lost Burial Place and the Clues It Holds). En 2013, Langley travaillait sur le scénario d'un projet de film sur la vie de Richard III, dans lequel elle espérait que Richard serait interprété par l'acteur anglais Richard Armitage, qui portait lui-même le nom du roi.
En juillet 2017, Langley s'oppose à un projet de mise en scène de la pièce de Shakespeare Richard III à la cathédrale de Leicester, au motif que cela était contraire à l'engagement du doyen de Leicester, pris en mars 2015, que le roi serait réenterré dans la cathédrale « avec toute dignité et honneur ». La pièce est jouée à guichets fermés à la cathédrale les 19 et 20 juillet,.
En mars 2015, elle soutient un projet visant à localiser les restes d'Henri Ier d'Angleterre, qui a été enterré à Reading Abbey, tombée en ruine depuis.

## Prix et reconnaissances
Elle a reçu le prix Robert Hamblin de la Société Richard III.
Le 2 mars 2013, elle a été nommée membre honoraire à vie de la Société Richard III.

## Décoration
- Membre de l'ordre de l'Empire britannique en 2015 pour « services à l'exhumation et à l'identification de Richard III »[12],[13].

## Dans la fiction
En octobre 2022, un film, The Lost King, relatant la recherche puis la découverte de la tombe de Richard III par Philippa Langley, sort en salles. Le film est réalisé par Stephen Frears sur un scénario de Steve Coogan et de Jeff Pope et avec Sally Hawkins jouant le rôle de Philippa et Steve Coogan celui de son mari,.